# Kovács Ferenc (irodalomtörténész)
Kovács Ferenc (Kolozsvár, 1927. november 17. – Kolozsvár, 2006. október 10. (k. n.)) – irodalomtörténész, műfordító, hangjátékíró, a kolozsvári magyar rádió műsorszerkesztője 1955 és 1985 között, majd 1989 után.

## Életútja
Szülővárosa Római Katolikus Főgimnáziumában érettségizett (1946), a Bolyai Tudományegyetemen magyar nyelv és irodalom szakos diplomát szerzett (1950). Mint rádiószerkesztő Bukarestben kezdte pályáját (1950-55), ezt követően harminc éven át a Kolozsvári Rádió magyar kommentátora (1955-85). Az 1989-es forradalom napjaiban részt vett régi munkatársaival együtt a betiltott kolozsvári rádióadás újraszervezésében.
Első írását az Igazság közölte (1947), az Utunk, Korunk, A Hét, Művelődés, Új Élet, Dolgozó Nő, Igazság, Előre munkatársa. Közléseiből kiemelkedik Jakab Elek, az ASTRA (kulturális egyesület) tiszteletbeli tagja (A Hét 1974/12), Timotei Cipariu magyar levelezése (Utunk, 1980/6), s Az Erdélyi Iskola triászának magyar barátai I-II (A Hét, 1981/47, 48) c. tanulmánya. A román-magyar irodalmi kapcsolatok kutatójaként gondozta a George Bariț magyar levelezése (Ioan Chindrișsel, 1974), a Két évszázad kortársa, George Barițiu (Kovács Józseffel, Kolozsvár, 1984) és a Kelt Balázsfalván... c. kötetet (1985).
Magyar irodalomtörténeti kutatómunkásságának eredménye a Bitay Árpád c. tanulmány és szöveggyűjtemény (Testamentum, 1977) és György Lajos tanulmányainak kiadása, Az anekdota – A magyar regény előzményei (RMI, 1988), bevezető tanulmányával és jegyzeteivel.
A rádióban a kolozsvári piarista főiskola neves magyar és román tanulóiról szóló sorozattal (A testvériség iskolája, 1970-73), valamint számos (többek között Bródy Sándor, Kemény Zsigmond, Kós Károly egy-egy műve nyomán készült) hangjátékkal szerepelt. Magyarra fordította a magyar rádióadás számára Ion Agârbiceanu, Lucian Blaga, Emil Isac, Vasile Rebreanu s az erdélyi szász szerzők közül Otto Folberth, Adolf Meschendörfer, Heinrich Zillich több elbeszélését. Az újjászervezett kolozsvári magyar rádióadásban megszólaltatta a diktatúra bebörtönzött egyházi és világi áldozatait (1991). Önéletrajzi elemekkel telített, de egy kolozsvári városnegyed krónikájává táguló közel ezeroldalas kéziratát rádió-sorozatában dolgozta fel.